# Campeonato Nacional de Padbol España 2015
El Campeonato Nacional de Padbol España 2015 fue la tercera edición del torneo. Se desarrolló entre el 3 y el 6 de septiembre de 2015 en las instalaciones del Polideportivo Camilo Cano en La Nucía, Alicante.
En esta edición se implementó la disputa por equipos y por primera vez se compitió en la modalidad femenina.

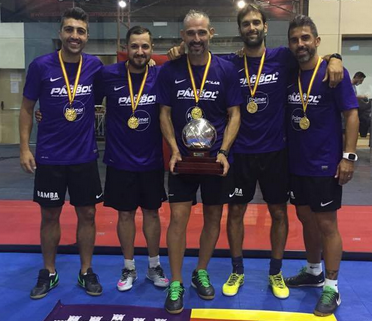
La Nave del Padbol, campeón del Nacional 2015

El club campeón masculino fue La Nave del Padbol (Ramón, Hernández, Barceló, Suau y Martínez) tras imponerse por 6-3, 6-2, 6-2 a Padbol Canario.
En la modalidad femenina, se consagraron como primeras campeonas de España las representantes de Sport Elche, Patricia Flores y María Rodríguez, tras un 6-1, 6-1 ante Chivi Ferrer y Carla Morera, de Terrassa.

## Sede
La sede elegida para el torneo fue El Polideportivo Camilo Cano en La Nucía, Alicante.

## Resultados
| Evento    | Oro                                                                                                 | Plata                                                               | Bronce |
| --------- | --------------------------------------------------------------------------------------------------- | ------------------------------------------------------------------- | --- |
| Masculino | Juanal Ramón Juanmi Hernández Miguel Ángel Barceló Josep Suau Javi Martínez León La Nave del Padbol | Chus Almeida Jorge Belza Aitor Arana Jonatan Santana Padbol Canario | Martín Macia José Carlos Sanz Machuca Gaspar Aracil Claudio Rodríguez Luis Aracil Rufete Sport Padbol Elche |
| Femenino  | Patricia Flores María Rodríguez Sport Padbol Elche                                                  | Chivi Ferrer Carla Morera Padbol Terrassa                           | Elisabeth Anglada Sheila Domínguez Padbol Planet Vilanova                                                   |

## Torneo Masculino

### Clubes participantes
| Región                         | Clubes                           |
| ------------------------------ | -------------------------------- |
| Islas Baleares 3 equipos       | La Nave del Padbol Ka Padel CABS |
| Cataluña 3 equipos             | Terrassa Penedès Vilanova        |
| Comunidad Valenciana 3 equipos | Sport Elche La Nucía Alzira      |
| Islas Canarias 1 equipo        | Padbol Canario                   |
| Comunidad de Madrid 1 equipo   | Gusanillo Sport (Leganés)        |
| Andalucía 1 equipo             | Alhaurín el Grande (Málaga)      |
| Navarra 1 equipo               | Pamplona                         |
| Castilla y León 1 equipo       | León                             |
| Asturias 1 equipo              | Oviedo                           |

### Formato
El torneo constó de 3 grupos de 5 clubes cada uno. Se enfrentaron en duelos ida y vuelta. Los dos que mejor se ubicaron en su zona, más los dos mejores terceros, accedieron a la fase final, que coronó a los campeones tras superar cuartos, semifinal y final. 
| Grupo 1            | Grupo 2        | Grupo 3            |
| ------------------ | -------------- | ------------------ |
| La Nave del Padbol | Padbol Canario | Sport Elche        |
| Ka Padel           | CABS           | Alhaurín el Grande |
| El Gusanillo       | Vilanova       | Penedès            |
| Terrassa           | La Nucía       | Alzira             |
| Pamplona           | Oviedo         | León               |

### Fase de grupos

#### Grupo 1
| Equipo             | PJ | EG | PG | SF | SC | GF | GC | DG  |
| ------------------ | -- | -- | -- | -- | -- | -- | -- | --- |
| La Nave del Padbol | 8  | 4  | 8  | 16 | 0  | 96 | 10 | 86  |
| Ka Padel           | 8  | 3  | 6  | 12 | 4  | 76 | 59 | 17  |
| Terrassa           | 8  | 2  | 3  | 5  | 13 | 54 | 85 | -31 |
| Navarra            | 8  | 1  | 2  | 6  | 13 | 50 | 83 | -33 |
| Gusanillo          | 8  | 0  | 1  | 3  | 14 | 48 | 87 | -39 |

#### Grupo 2
| Equipo         | PJ | EG | PG | SF | SC | GF  | GC | DG  |
| -------------- | -- | -- | -- | -- | -- | --- | -- | --- |
| Padbol Canario | 8  | 3  | 7  | 15 | 2  | 100 | 10 | 90  |
| CABS           | 8  | 3  | 6  | 13 | 4  | 62  | 33 | 29  |
| La Nucía       | 8  | 2  | 4  | 9  | 10 | 57  | 70 | -13 |
| Oviedo         | 8  | 1  | 3  | 10 | 11 | 51  | 69 | -18 |
| Vilanova       | 8  | 0  | 0  | 0  | 16 | 8   | 96 | -88 |

#### Grupo 3
| Equipo             | PJ | EG | PG | SF | SC | GF | GC | DG  |
| ------------------ | -- | -- | -- | -- | -- | -- | -- | --- |
| Sport Elche        | 8  | 4  | 6  | 16 | 0  | 97 | 14 | 83  |
| Alhaurín El Grande | 8  | 3  | 6  | 12 | 4  | 81 | 31 | 50  |
| León               | 8  | 2  | 3  | 7  | 10 | 54 | 60 | -6  |
| Penedés            | 8  | 1  | 3  | 6  | 11 | 40 | 61 | -21 |
| Alzira             | 8  | 0  | 0  | 0  | 16 | 0  | 96 | -96 |

### Fase final

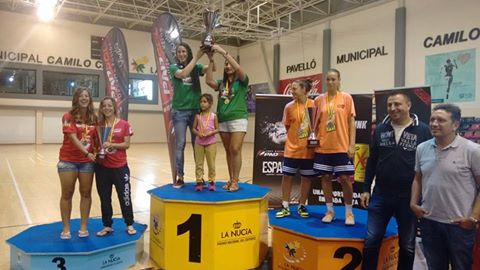
Podio femenino del Nacional 2015

|  | Cuartos de final   | Cuartos de final |                |                    | Semifinales     | Semifinales     |  |                    | Final           | Final           |  |
|  | 5 de septiembre    | 5 de septiembre  |                |                    | 6 de septiembre | 6 de septiembre |  |                    | 6 de septiembre | 6 de septiembre |  |
|  |                    |                  |                |                    |                 |                 |  |                    |                 |                 |  |
|  |                    |                  |                |                    |                 |                 |  |                    |                 |                 |  |
|  | La Nave del Padbol | 2                |                |                    |                 |                 |  |                    |                 |                 |  |
|  | La Nave del Padbol | 2                |                |                    |                 |                 |  |                    |                 |                 |  |
|  | Padbol León        | 0                |                |                    |                 |                 |  |                    |                 |                 |  |
|  | Padbol León        | 0                |                | La Nave del Padbol | 3               |                 |  |                    |                 |                 |  |
|  |                    |                  |                | La Nave del Padbol | 3               |                 |  |                    |                 |                 |  |
|  |                    |                  | CABS           | 0                  |                 |                 |  |                    |                 |                 |  |
|  | CABS               | 2                | CABS           | 0                  |                 |                 |  |                    |                 |                 |  |
|  | CABS               | 2                |                |                    |                 |                 |  |                    |                 |                 |  |
|  | Alhaurín el Grande | 1                |                |                    |                 |                 |  |                    |                 |                 |  |
|  | Alhaurín el Grande | 1                |                |                    |                 |                 |  | La Nave del Padbol | 6 6 6           |                 |  |
|  |                    |                  |                |                    |                 |                 |  | La Nave del Padbol | 6 6 6           |                 |  |
|  |                    |                  | Padbol Canario | 3 2 2              |                 |                 |  |                    |                 |                 |  |
|  | Sport Elche        | 2                | Padbol Canario | 3 2 2              |                 |                 |  |                    |                 |                 |  |
|  | Sport Elche        | 2                |                |                    |                 |                 |  |                    |                 |                 |  |
|  | La Nucía           | 0                |                |                    |                 |                 |  |                    |                 |                 |  |
|  | La Nucía           | 0                |                | Sport Elche        | 0               |                 |  |                    |                 |                 |  |
|  |                    |                  |                | Sport Elche        | 0               |                 |  |                    |                 |                 |  |
|  |                    |                  | Padbol Canario | 3                  |                 |                 |  |                    |                 |                 |  |
|  | Padbol Canario     | 2                | Padbol Canario | 3                  |                 |                 |  |                    |                 |                 |  |
|  | Padbol Canario     | 2                |                |                    |                 |                 |  |                    |                 |                 |  |
|  | Ka Padbol          | 0                |                |                    |                 |                 |  |                    |                 |                 |  |
|  | Ka Padbol          | 0                |                |                    |                 |                 |  |                    |                 |                 |  |
|  |                    |                  |                |                    |                 |                 |  |                    |                 |                 |  |

### Cuartos de final
| 5 de septiembre de 2015 | La Nave del Padbol | 6-2 6-0 6-0 6-1 | León | Pista Central, La Nucía |  |

| 5 de septiembre de 2015 | Sport Elche | 6-0 6-0 7-5 6-1 | La Nucía | Pista Central, La Nucía |  |

| 5 de septiembre de 2015 | Canarias | 6-3 6-2 6-2 6-2 | Ka Padbol | Pista Central, La Nucía |  |

| 5 de septiembre de 2015                                 | CABS | - - 0-5* 12-10 (TB) | Alhaurín El Grande | Pista Central, La Nucía |  |
| * Alhaurín ganó el segundo punto de la serie por lesión |      |                     |                    |                         |  |

### Semifinales
| 6 de septiembre de 2015 | La Nave del Padbol | 6-0 6-2 | CABS | Pista Central, La Nucía |  |

| 6 de septiembre de 2015 | Sport Elche                                   | 6-7 3-6 | Padbol Canario                                        | Pista Central, La Nucía |  |
|                         | 1S: Macia/Sanz 2S: Macia/Sanz 3S: Aracil/Sanz |         | 1S: Almeida/Belza 2S: Almeida/Belza 3S: Almeida/Arana |                         |  |

### Final
| 6 de septiembre de 2015 | La Nave del Padbol                                      | 6-3 6-2 | Padbol Canario                                        | Pista Central, La Nucía |  |
|                         | 1S: Suau/Barcelo 2S: Ramón/Hernández 3S: Ramón/Martínez |         | 1S: Almeida/Belza 2S: Almeida/Belza 3S: Almeida/Arana |                         |  |

## Torneo Femenino
Esta fue la primera edición de la modalidad femenina, y contó con la presencia de 8 parejas.

### Clubes participantes
| Región                         | Clubes                    |
| ------------------------------ | ------------------------- |
| Islas Baleares 2 equipos       | La Nave del Padbol CABS   |
| Cataluña 3 equipos             | Terrassa Penedès Vilanova |
| Comunidad Valenciana 2 equipos | Sport Elche Alzira        |
| Castilla-la Mancha 1 equipo    | Albacete                  |

### Formato
El torneo constó de 2 grupos de 4 clubes cada. Las dos mejores parejas de cada zona clasificaron a las Semifinales y las ganadoras a la gran final.
| Grupo 1            | Grupo 2     |
| ------------------ | ----------- |
| Terrassa           | Vilanova    |
| Albacete           | CABS        |
| Penedès            | Sport Elche |
| La Nave del Padbol | Alzira      |

### Fase final
|  | Semifinales        | Semifinales        | Semifinales        |                    |                 | Final           | Final | Final |  |
|  |                    |                    |                    |                    |                 |                 |       |       |  |
|  |                    |                    |                    |                    |                 |                 |       |       |  |
|  | Padbol Terrassa    | Padbol Terrassa    | 6 6                |                    |                 |                 |       |       |  |
|  | Padbol Terrassa    | Padbol Terrassa    | 6 6                |                    |                 |                 |       |       |  |
|  | Padbol Planet      | Padbol Planet      | 2 2                |                    |                 |                 |       |       |  |
|  | Padbol Planet      | Padbol Planet      | 2 2                |                    | Padbol Terrassa | Padbol Terrassa | 1 1   |       |  |
|  |                    |                    |                    |                    | Padbol Terrassa | Padbol Terrassa | 1 1   |       |  |
|  |                    |                    | Sport Padbol Elche | Sport Padbol Elche | 6 6             |                 |       |       |  |
|  | Sport Padbol Elche | Sport Padbol Elche | Sport Padbol Elche | Sport Padbol Elche | 6 6             | 6 6             |       |       |  |
|  | Sport Padbol Elche | Sport Padbol Elche |                    |                    |                 | 6 6             |       |       |  |
|  | La Nave del Padbol | La Nave del Padbol | 0 0                |                    |                 |                 |       |       |  |
|  | La Nave del Padbol | La Nave del Padbol | 0 0                |                    |                 |                 |       |       |  |
|  |                    |                    |                    |                    |                 |                 |       |       |  |

### Final
| 6 de septiembre de 2015 | Sport Padbol Elche                | 6-1 | Padbol Terrassa              | Pista Central, La Nucía |  |
|                         | María Rodríguez - Patricia Flores |     | Chivir Ferrer - Carla Morera |                         |  |

## Streaming online
El Nacional de España 2015 fue el primer torneo de Padbol que contó con la transmisión en línea de partidos, en vivo y en directo, a través de la Web Oficial, www.padbol.com. Tuvo la presencia de comentaristas especiales, entre otros, como Eleazar Ocaña, campeón del mundo de Padbol en 2013, y de Eusebio Sacristan, exfutbolista del Barcelona del Dream Team.
En total, más de 45000 personas de 56 países visualizaron vía streaming el torneo.